# Cronache lituane
Le Cronache lituane (in lituano Lietuvos metraščiai) o Cronache bielorusso-lituane (in bielorusso Беларуска-літоўскія летапісы?, Bielaruska-litoŭskija lietapisy; in russo Белорусско-литовские летописи?, Belorussko-litovskiye letopisi) sono una raccolta di cronache in tre redazioni compilate durante il periodo del Granducato di Lituania. Tutte le versioni erano scritte in lingua rutena e avevano come obiettivo quello di glorificare la storia lituana. La prima edizione, compilata nel 1420, racconta delle lotte di potere di Vitoldo il Grande in chiave filo-lituana. La seconda redazione, realizzata nella prima metà del XVI secolo, narra dell'origine romana del Granducato lituano, costituito dalla fantasiosa genealogia di Polemone, un nobile dell'impero contemporaneo a Nerone che fuggì da Roma e giunse, girovagando per l'Europa, fino in Lituania, dove si insediò con le famiglie che lo seguirono nel viaggio. Tessere una trama che spiegasse come la Lituania avesse origini legate addirittura a Roma, era importante nella rivalità culturale tra la nobiltà lituana con il Regno di Polonia. La terza redazione, conosciuta come cronaca di Bychowiec, approfondì ulteriormente la leggenda, fornendo altresì alcune informazioni utili sulla seconda metà del XV secolo. Le tre redazioni, le quali sono i primi resoconti storici di cui si ha notizia prodotti dal Granducato, diedero origine all'interesse per la storiografia in Lituania. Tutti gli storici dell'età moderna e contemporanea hanno analizzato tali resoconti, sopravvissuti in oltre 30 manoscritti differenti, e se ne sono serviti come base per le loro pubblicazioni e alcune delle vicende narrate nelle cronache venivano comunemente tramandate fino all'inizio del XX secolo.

## Prima o breve redazione
La prima o la cosiddetta breve redazione (nota anche come cronaca dei Granduchi di Lituania o Letopisec Litovskii) fu compilata nel 1446 a Smolensk e si incentra inizialmente sul periodo in cui Vitoldo il Grande (1350-1430) sperava di essere incoronato re della Lituania. Questa redazione cita il primo resoconto storico noto prodotto nel Granducato di Lituania, intitolato Dis ist Witoldes sache wedir Jagalan und Skargalan: si tratta di una rimostranza scritta da Vitoldo nel 1390 durante la guerra civile lituana (1389-1392). In essa, si leggono le descrizioni nel dettaglio delle lotte di potere di Vitoldo contro i cugini Jogaila e Skirgaila nel 1379–1390 e si elencano le ragioni per cui risultano legittime le pretese del primo su Trakai e sul titolo di Granduca di Lituania. Sopravvivono due traduzioni del documento, una in latino (Origo regis Jagyelo e Witholdi ducum Lithuanie) del XV secolo e una in russo (Litovskomu rodu pochinok) del XIV secolo. In un secondo momento, l'opera fu revisionata in maniera tale che comprendesse gli eventi verificatisi fino al 1396. La nota di Vitoldo costituisce la spina dorsale attorno a cui gira la prima redazione.
La breve edizione è sopravvissuta solo grazie a manoscritti e raccolte di epoca successiva: di esse, la prima ad oggi nota fu compilata a Smolensk intorno al 1446 dal vescovo Gerasim e dal suo scrivano Timofei. La raccolta comprendeva anche un elogio a Vitoldo, scritta da Gerasim, qualche informazione storica sulla Podolia, scritta tra il 1431 e il 1435 per sostenere le rivendicazioni lituane contro la Polonia nella guerra civile lituana, una descrizione delle lotte di potere tra Švitrigaila e Sigismund Kęstutaitis, un breve riassunto delle cronache di Mosca (854-1428), e degli eventi di recenti successi a Smolensk (1431-1445). Anche questa compilazione non è sopravvissuta nella redazione originale. È stata ricostruita grazie a numerosi manoscritti:
- Manoscritto di Supraśl, scritto a metà del XV secolo e conservato in una copia del 1519 trovata nel monastero ortodosso di Supraśl;

- Manoscritto di Avraamka o Vilnius, scritto da un monaco di Smolensk di nome Avraamka nel 1495 e trovato in una biblioteca di Vilnius;

- Manoscritto di Uvarov o Sluck, scritto alla corte degli Olelkovič, principe di Sluck e discendente di Algirdas, nel XV secolo;

- Il manoscritto accademico, scritto nella prima metà del XVI secolo, trovato a Vologda e pubblicato nel 1903, è incompleto;

- Il manoscritto Nikiforov, appartenente alla Cattedrale dello Spirito Santo a Minsk ed è stato pubblicato da Sergey Belokurov nel 1898, è incompleto.

## Seconda redazione
La seconda redazione, di lunghezza maggiore, (nota anche come cronaca del Granducato di Lituania e della Samogizia) fu compilata nella seconda metà del XV e all'inizio del XVI secolo, ma gli storici dibattono sul periodo esatto: probabilmente la versione finale è stata stilata intorno al 1520 alla corte di Albertas Goštautas. La redazione ha fatto risalire le origini dello stato lituano al I secolo, quando il leggendario Polemone (Palemonas in lituano) fuggì dall'Impero romano e raggiunse, dopo varie peripezie, la foce del fiume Dubysa. Lì divenne il primo sovrano lituano e, alla sua morte, il potere fu spartito tra i figli e i loro eredi governarono il paese per generazioni, finché non si affermarono i Gediminidi. Questa prima parte leggendaria è seguita dall'aggiunta di informazioni sugli argomenti affrontati dalla prima redazione, in particolare sul lignaggio dei Gediminidi. Mindaugas, il primo re di Lituania incoronato nel 1253, e altri duchi storicamente attestati in precedenza vengono saltati completamente nella narrazione. L'intricata storia secondo cui i lituani vantavano nobili origini romane non aveva fondamenta storiche e gli storici contemporanei la ritengono nient'altro che una finzione. Ciononostante, il testo ha potuto comunque fornire utili frammenti di storia lituana, in quanto incorpora molti frammenti in ordine sparso di documenti e cronache precedenti, oggi perduti. Inoltre, Polemone è una buona prova degli interessi politici e culturali dei nobili lituani nel XVI secolo. La Polonia, allora unita grazie a vari trattati alla Lituania, affermava di aver portato la civiltà in quella barbara terra pagana. Creando fantasiose genealogie, collegando i lituani ai nobili romani, la nobiltà lituana avrebbe potuto contraddire quelle affermazioni ingiuriose e chiedere l'indipendenza politica.
Questa redazione fa di rado riferimento a date, ma conteneva diverse storie sul mito dell'indipendenza tanto caro agli studiosi nazionalisti che studiarono l'opera nel XIX secolo. Tra i racconti più interessanti, vanno citati la leggenda su come Gediminas fondò Vilnius dopo aver sognato un lupo di ferro, il matrimonio di Kęstutis con la sacerdotessa pagana Birutė, i riti solenni che Vitoldo celebrò quando ricevette gli ospiti al Congresso di Luc'k nel 1429, ecc. Tra i fatti storicamente descritti in altre fonti, vi sono i tre assedi di Mosca di Algirdas. Il formato impiegato dall'autore della cronaca differiva significativamente da quello delle opere slave, le quali tendevano a elencare gli eventi accaduti anno per anno. La seconda redazione si è meno concentrata sulle vicende relative alla Rutenia e al Granducato di Mosca, volgendo lo sguardo soprattutto alla Lituania. La cronaca riprendeva versioni popolari e spesso seguiva altri testi. Il valore dell'opera ha avuto un notevole impatto in Lituania, tanto da essere alla base della storiografia lituana fino all'alba del XX secolo, ispirando nel corso del tempo svariati letterati.
I manoscritti noti sono i seguenti:
- Manoscritto di Krasiński, scritto all'inizio del XVI secolo, trovato in una raccolta della famiglia Krasiński a Varsavia;

- Manoscritto della Società Archeologica, scritto all'inizio del XVI secolo;

- Manoscritto di Alševa, scritto nel 1550 da un probabile madrelingua lituano, trovato in una biblioteca di Chomiński ad Olszew, al confine tra la Bielorussia e la Polonia;

- Manoscritto di Raczyński o di Poznań, scritto intorno al 1580, donato da Edward Raczyński alla Biblioteca di Poznań;

- Manoscritto Evreinov, scritto a metà del XVI secolo;

- Manoscritto Rumyantsev, scritto nel XVII secolo, pubblicato per la prima volta dal Museo Rumyantsev nel 1902.

## Terza o lunga redazione
La terza e più estesa redazione è nota come cronaca di Bychowiec e si basa sulla seconda. Gli storici giustificano le somiglianze tra le due opere col fatto che la più estesa sia stata preparata nello stesso periodo della seconda sempre con il patrocinio di Albertas Goštautas. L'unica versione conosciuta è stata scoperta in un maniero di proprietà di Aleksander Bychowiec ed è stata pubblicata per intero da Teodor Narbutt nel 1846. La cronaca fu aggiornata in modo tale che comprendesse gli eventi accaduti fino al 1574. In origine vi erano dubbi sull'autenticità del documento, con alcuni che sostennero Narbutt lo avesse falsificato. I dubbi nacquero in virtù del fatto che una scoperta di tale portata fosse accaduta così all'improvviso, perché l'autore già in passato aveva corrotto dei testi e, inoltre, per la notevole somiglianza con le cronache di Maciej Stryjkowski. Qualunque sia la verità, quanto pubblicato nel 1830 permise di acquisire nuove informazioni. Gli storici suggeriscono ora che la somiglianza con le opere di Stryjkowski deriva dall'uso dello stesso documento, forse anche della terza redazione originale, come fonte. Inoltre, nel 2011, gli storici lituani hanno scoperto un frammento (lungo circa 1/5 rispetto all'originale) della terza redazione presso l'archivio nazionale di Cracovia e lo hanno pubblicato nel 2018.
Poiché non erano state immaginate abbastanza generazioni per coprire il divario tra quando Polemone giunse nel I secolo e il 14°, quando Gediminas morì, la terza edizione della cronaca fa scomparire Polemone e lo rimpiazza con un nobile romano del V secolo di nome Apollonio, il quale sfuggì assieme ad altre 500 famiglie alle razzie causate da Attila nel sacco di Aquileia. L'opera include stavolta Mindaugas e altri duchi realmente esistiti, mescolando dunque fatti storici a quelli inventati. Lo scritto si concentra in maniera maggiore sulla Chiesa cattolica rispetto alle versioni precedenti, più incentrate sull'Ortodossia orientale. Esaustiva è stata riconosciuta la descrizione degli eventi storici accaduti alla fine del XV secolo, in particolare il governo di Alessandro Jagellone.

## Pubblicazione
La popolarità della cronaca di Polonia, Lituania, Samogitia e tutta la Rutenia, pubblicata da Maciej Stryjkowski nel 1582, fece ricadere nell'oblio le vecchie cronache lituane scritte a mano. Furono riscoperti con l'avvento della storiografia professionale alla fine del XVIII e all'inizio del XIX secolo quando gli storici iniziarono ad analizzare in modo critico le fonti primarie per verificarne la veridicità. Ciò ha reso necessaria, ovviamente, la pubblicazione delle fonti primarie. La prima cronaca lituana, il manoscritto di Supraśl, fu pubblicata nel 1823 da Ignacy Daniłowicz. Nel 1846, Teodor Narbutt editò la cronaca di Bychowiec, così come fecero anche altri in base ai manoscritti in loro possesso. Nel decennio 1860-1870, la Commissione Archeografica di San Pietroburgo si interessò alla raccolta e alla pubblicazione di tutti i manoscritti noti delle cronache lituane. Dodici di essi furono pubblicati nel 1907 nel volume numero 17 della Collezione completa di Cronache Russe nella sezione cronache della Russia Occidentale (in russo Западнорусские летописи?, Zapadnorusskiye letopisi). La raccolta completa fu curata da Mikałaj Ułaščyk ed è stata pubblicata nei volumi 32 (1975) e 35 (1980) della Collezione completa. Sebbene vennero scoperti numerosi altri manoscritti dal 1907, i nuovi volumi non li riportano nella collezione.